# كيا سبورتاج
كيا سبورتاج (بالإنجليزية: Kia Sportage)‏، هي سيارة كروس أوفر أس.يو.في ينتجها مصنّع السيارات الكوري الجنوبي كيا موتورز منذ جويلية 1993.
كيا سبورتاج هي سيارة عائلية ضخمة تم تصميمها لتتحمل الطرق الشاقة والوعرة، أطلقتها شركة كيا في الأسواق العالمية لأول مرة عام 1993 كسيارة رياضية صغيرة الحجم حتى عام 2002 الذي شهد تغيرها لتصبح بالشكل الضخم الذي نراه، وأعيد تصميم كيا سبورتاج بالكامل في جيلها الثالث لعام 2011، وفي نسخة 2014 بقيت كيا سبورتاج على حالها بدون الكثير من التغييرات، حيث احتفظت السيارة بنفس المحركات مع نظام الدفع الأمامي أو الكلي للعجلات
تتمتع سيارة كيا سبورتاج ستاندر اس اكس 2014 بمحرك رباعي الاسطوانات (4 سلندر) سعة 2 لتر مع نظام الدفع الأمامي للعجلات يولد قوة 164 حصان وينطلق بالسيارة من صفر إلى 100 كم/س في 11.5 ثانية وصولاً إلى سرعة قصوى تبلغ 170 كم/س، ومن مواصفات كيا سبورتاج ستاندر 2014 هنالك زجاج كهربائي ومرايا كهربائية مع أضواء تشير عند الالتفاف (غمازات) على المرايا الجانبية، مع أضواء ضباب ومكيف يدوي وجناح خلفي ودرابزين على السقف، بالإضافة إلى جنوط قياس 17 إنش.
أما داخلية كيا سبورتاج ستاندر 2014 فتشتمل على فرش قماشي وسجل سي دي ومشغل ام بي 3 مع 6 سماعات ومنافذ يو اس بي و AUX، وميزة الدخول بدون مفتاح مع وسادة هوائية واحدة (1 ايرباج) للسائق.
تمتع سيارة كيا سبورتاج فل مواصفات 2014 بمحرك رباعي الاسطوانات (4 سلندر) سعة 2.4 لتر مع نظام الدفع الكلي للعجلات يمكنك مشاهدة مواصفاته بالتفصيل في الجدول أسفل الصفحة، وتشتمل مواصفات كيا سبورتاج 2014 في هذه النسخة على مقابض أبواب من الكروم ومرايا جانبية تطوى كهربائياً وجنوط معدنية قياس 18 إنش.
بينما تتمتع داخلية كيا سبورتاج 2014 بنظام تكييف هوائي أوتوماتيكي ثنائي المناطق وسقف بانوراما وميزة الدخول والتشغيل بدون مفتاح مع فرش جلدي للمقاعد ومقعد سائق متحرك كهربائي ونظام صوتي ستيريو مع مضخم صوت ومنفذ لأجهزة آي بود مع نظام ملاحة وحساسات خلفية للمساعدة على الركن وكاميرا للرجوع إلى الخلف، بالإضافة إلى مواصفات أفضل للحفاظ على السلامة في نسخة 2014 من كيا سبورتاج مثل نظام ABS لمنع انغلاق المكابح ونظام المحافظة على الثبات ونظام تثبيت السرعة ومساند رأس متحركة، وتتميز بعض الموديلات بوجود مقاعد مزوده بمساج داخلي بها وزوج من الوسائد الهوائية (2 ايرباج) للسائق والراكب الأمامي.
وتتوفر في بعض الأسواق فئة بمواصفات متوسطة كيا سبورتاج نص فل 2014 (فئة كيا سبورتاج EX 2014) بمحرك 2.4 لتر وبمواصفات مختلفة من سوق لآخر.

## الجيل الثالث
سلسلة SL سبورتاج صدر إلى الأسواق الآسيوية والأوروبية في أبريل 2010، أسواق أمريكا الشمالية والوسطى في أغسطس 2010، والسوق الأسترالية في أكتوبر 2010, لعام 2011 نموذج.[11] وكان هناك محركان متاحان، 2.0 لتر هيونداي R محرك ديزل مع 184 حصان (137 كيلوواط)، و2.0 لتر ثيتا T-GDI محرك البنزين. في الصين، صدر من قبل دونغفنغ Yueda كيا في أكتوبر 2010 ودعا R سبورتاج، وكان من المقرر أن يبنى وتسويقها جنبا إلى جنب مع الجيل السابق بدلا من كبديل لذلك.[12]
فاز سبورتاج 2011 سيارة من السنة (في الأصل «أوتو روكو 2011 نا») في سلوفاكيا و «شاحنة من السنة» ترشيح سيارة الدولية لهذا العام. كان أعلى من JD Power Survey لعام 2012، السيارة الوحيدة في الاستطلاع التي سجلت خمس نجوم في جميع الفئات، من الموثوقية الميكانيكية إلى تكاليف الملكية وتجربة الموزع. في جنوب أفريقيا، استغرق 2013 جائزة ستاندرد بنك عجلات الشعب ل «سيارات الدفع الرباعي وكروس أوفر - مدينة والضواحي».[13][14]
تلقى الجيل الثالث عملية شد وجه لعام 2014 النموذجي الذي شمل المصابيح الأمامية الجديدة ومصابيح الضباب.

## السلامة
حصل الجيل الثالث من Sportage على تصنيف "Top Safety Pick" من معهد التأمين للسلامة على الطرق السريعة في الولايات المتحدة. أصبح الحصول على الجائزة أكثر صرامة في عام 2010 عندما أضاف IIHS اختبار تحطم التمديد[15]، والذي يقيس قوة السقف وهو أكثر صرامة مرتين من المتطلبات الفيدرالية. لاجتياز هذا الاختبار، يجب أن يكون سقف السيارة قادراً على تحمل قوة ثلاثة أضعاف وزن السيارة (تصنيف مقبول). يتطلب المعيار الاتحادي سقف لعقد 1.5 مرة وزن السيارة.[16]
| الاختبار                | التقييم |
| Overall                 |         |
| Small overlap front     | Poor    |
| Moderate overlap front  | Good    |
| Side                    | Good    |
| Roof strength           | Good    |
| Head restraints & seats | Good    |

## الجيل الرابع 2015
| الجيل الرابع             | الجيل الرابع |
| ------------------------ | --- |
| قبل شد الوجه كيا سبورتاج | |
| نظرة عامة                | |
| مسمى اخر                 | Kia KX5 (China) |
| الانتاج                  | September 2015–present |
| Model years              | 2016–present |
| Assembly                 | كوريا الجنوبية: غوانغجو (مصنع غوانغجو) سلوفاكيا: زيلينا (مصنع زيلينا) ماليزيا: غورون (NAM) الجزائر: باتنة (GLOVIZ) روسيا: كالينينغراد (افتتور). الصين: يانتشنغ (DYK) باكستان: كراتشي (كيا لاكي موتورز)                         |
| Designer                 | Peter Schreyer |
| Body and chassis         | |
| Layout                   | محرك أمامي، دفع بالعجلات الأمامية محرك أمامي، دفع رباعي |
| Related                  | Hyundai Tucson (TL) |
| Powertrain               | |
| المحرك                   | - 1.6 L Gamma I4 (petrol) - 1.6 L Gamma I4 turbocharged (petrol) - 2.0 L Nu I4 (petrol) - 2.0 L Theta II I4 turbocharged (petrol) - 2.4 L Theta II I4 (petrol) - 2.0 L R-Line CRDi I4 (diesel) - 1.7 L U-Line CRDi I4 (diesel) |
| Transmission             | - 6-speed manual - 6-speed automatic - 7-speed DCT - 8-speed automatic |
| Dimensions               | |
| Wheelbase                | 2,670 mm (105.1 in) |
| Length                   | 4,480 mm (176.4 in) |
| العرض                    | 1,855 mm (73.0 in) |
| الطول                    | 1,635–1,645 mm (64.4–64.8 in) |
| Curb weight              | 1,465–1,770 kg (3,230–3,902 lb) |

كشفت كيا عن معرض سبورتاج الذي أعيد تصميمه حديثًا في معرض فرانكفورت للسيارات في سبتمبر 2015، وجلبته إلى السوق في عام 2016 (كنموذج 2017 في أمريكا الشمالية). وقالت الشركة إن الحواف الحادة المتناقضة والأسطح الملساء مستوحاة من الطائرات المقاتلة الحديثة.[18]
هناك ثلاثة محركات البنزين، فضلا عن محرك ديزل واحد في خط المتابعة. خيارات البنزين هي 1.6 ليتر، 2.0 ليتر أو 2.4 ليتر، تقدم حوالي 97 كيلوواط/161 N·m, 120 كيلو واط/200 N·m و 138 كيلو وات/241 ن·م على التوالي، في حين أن الديزل هو توربو 2.0 ليتر التي ستنتج حوالي 135 كيلو واط/400 N·m. A 130 kW/265 N·m 1.6 T-GDi توربو البنزين مع اختياري سبع سرعات مزدوجة القابض التلقائي، و136 كيلو وات/400Nm 2.0 R-سلسلة الديزل. الجبهة (FWD) وجميع محركات الدفع (AWD) تتوفر التكوينات.
في أمريكا الشمالية، وتقدم سبورتاج الجديد مع ثلاثة مستويات تقليم (LX، EX، و SX). مثل الكثير من النموذج السابق، يتوفر مع اثنين من الخيارات المضمنة أربعة محركات، 2.4-لتر 2.4- استنشقت بشكل طبيعي وتوربين 2.0 ليتر. 2.4 لتر تنتج 181 حصان (135 كيلوواط) و 175 lbالمتفرغ ft (237 N·m)، في حين أن المحرك توربو يجعل 240 حصان (180 كيلوواط) و 260 رطل ·ft (350 Nفصاعدا م)، مع اختلافات صغيرة في الأداء تعتمد على ما إذا كان يتم تكوين FWD أو AWD. وتزاوج كلا المحركين إلى ناقل حركة أوتوماتيكي من ست سرعات.

### كيا KX5 (النسخة الصينية)

#### شد الوجه كيا KX5
الوجه KX5 عرض خلفي
في الصين، تم بيع الجيل الرابع Sportage كما كيا KX5, تم بيع نموذج الجيل الثالث جنبا إلى جنب مع Sportage R, في حين تم استخدام اسم كيا سبورتاج على نموذج منفصل وضعت من الجيل الثاني هيونداي ix35 الهيكل وتباع أيضا جنبا إلى جنب.
تلقت كيا KX5 عملية تجميل في عام 2019 أجراها دونغفنغ يودا كيا والتي سيتم بيعها حصريًا في الصين فقط.
يتوفر من مارس 2019، تم إعادة تصفيف اللفافة الأمامية تمامًا مع المصابيح الأمامية المدمجة مع المصبغة، كما تم إعادة تصميم النهاية الخلفية لـ KX5 بشكل طفيف للسوق الصيني. على الرغم من الخارج تصفيف حصرا، عجلات النسخة الصينية هي نفسها تلك التي على شد الوجه كيا سبورتاج الدولية[19].

### السلامة
حصلت سبورتاج لعام 2017 على تصنيف «أفضل اختيار للسلامة» من معهد التأمين للسلامة على الطرق السريعة.
| الاختبار                                | التقييم    |
| Overall:                                |            |
| Small overlap front:                    | Good       |
| Moderate overlap front:                 | Good       |
| Side:                                   | Good       |
| Roof strength:                          | Good       |
| Head restraints & seats:                | Good       |
| Front crash prevention:                 | Superior   |
| Headlights:                             | Acceptable |
| Child seat anchors (Latch) ease of use: | Acceptable |

### الجوائز
فازت سبورتاج بجائزة Red Dot لعام 2016 لتصميم السيارات.

## المبيعات
كان سبورتاج أفضل طراز مبيعًا لكيا في جميع أنحاء العالم في عام 2016، حيث تجاوز ريو.
| السنة | أمريكا | كندا  | كوريا الجنوبية | اوروبا  | العالم  |
| ----- | ------ | ----- | -------------- | ------- | ------- |
| 1998  | 28.582 |       |                |         |         |
| 1999  | 52.383 |       |                |         |         |
| 2000  | 62.350 |       | 2.506          |         |         |
| 2001  | 52.369 |       | 2.922          |         |         |
| 2002  | 39.436 |       | 1.399          |         |         |
| 2003  | 5.616  |       | 0              |         |         |
| 2004  | 121    |       | 27.559         |         |         |
| 2005  | 29.009 |       | 57.031         |         |         |
| 2006  | 37.071 |       | 35.867         |         |         |
| 2007  | 49.393 |       | 32.563         |         |         |
| 2008  | 32.754 |       | 23.974         |         |         |
| 2009  | 42.509 |       | 27.874         |         |         |
| 2010  | 23.873 |       | 44.770         |         |         |
| 2011  | 47.463 |       | 52.018         |         |         |
| 2012  | 36.357 |       | 43.993         |         | 359.742 |
| 2013  | 32.965 |       | 29.168         |         |         |
| 2014  | 42.945 |       | 47.729         |         |         |
| 2015  | 53.739 | 6.509 | 52.748         |         | 399.969 |
| 2016  | 81.066 |       | 49.877         |         | 515.067 |
| 2017  | 72.824 |       | 42.232         |         |         |
| 2018  | 82.823 |       | 37.373         |         | 501.367 |
| 2019  | 89.278 |       | 28.271         | 109.838 |         |